# دینو مانولاکه
دینو مانولاکه (رومانیایی: Dinu Manolache؛ زاده ۱۳ مه ۱۹۵۵ – ۳ سپتامبر ۱۹۹۸) بازیگر اهل رومانی بود.
از فیلم‌ها یا مجموعه‌های تلویزیونی که وی در آن‌ها نقش داشته است، می‌توان به نشان مار اشاره نمود.